# Velika Polana (plaats)
Velika Polana is een plaats in Slovenië en maakt deel uit van de gemeente Velika Polana in de NUTS-3-regio Pomurska. De plaats telde 853 inwoners op 1 januari 2020.